# Димов Георгій Степанович
Георгій Степанович Димов (1930, Коларівка — 1989, Запоріжжя) — заслужений будівельник УРСР, Герой Соціалістичної Праці, почесний громадянин Запоріжжя.

## Життєпис
Народився в 1930 в селі Коларівці (тепер Приморського району Запорізької області). У 1943—1946 роках працював у колгоспі імені Коларова (Запорізька область). У 1947 році закінчив школу фабрично-заводського навчання у Бердянську, будівельник. У 1947—1955 роках працював муляром, у 1955—1967 роках — бригадиром комплексної бригади мулярів тресту «Запоріжбуд», у 1967—1989 роках — бригадиром комплексної бригади тресту «Запоріжжитлобуд».
Помер у 1989 році в Запоріжжі.

## Відзнаки
Герой Соціалістичної Праці з 1971 року. Нагороджений орденом Леніна (1971), двома орденами Трудового Червоного Прапора, медалями.
Заслужений будівельник УРСР з 1963 року. Почесний громадянин Запоріжжя (звання присвоєно рішенням Запорізької міської ради № 6 від 25 березня 1982 року).